# Statens porträttsamling

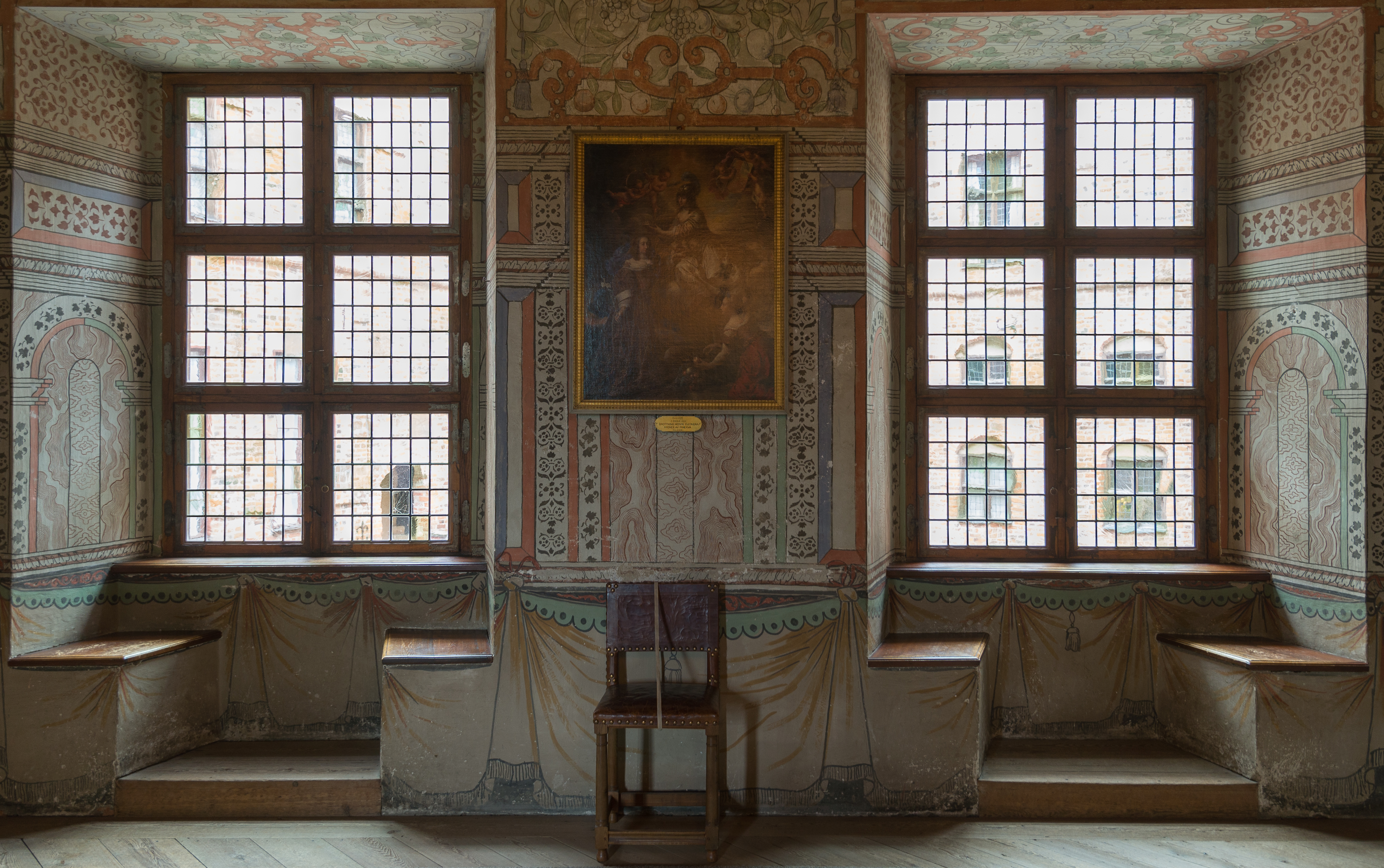
Statens porträttsamling på Gripsholms slott.

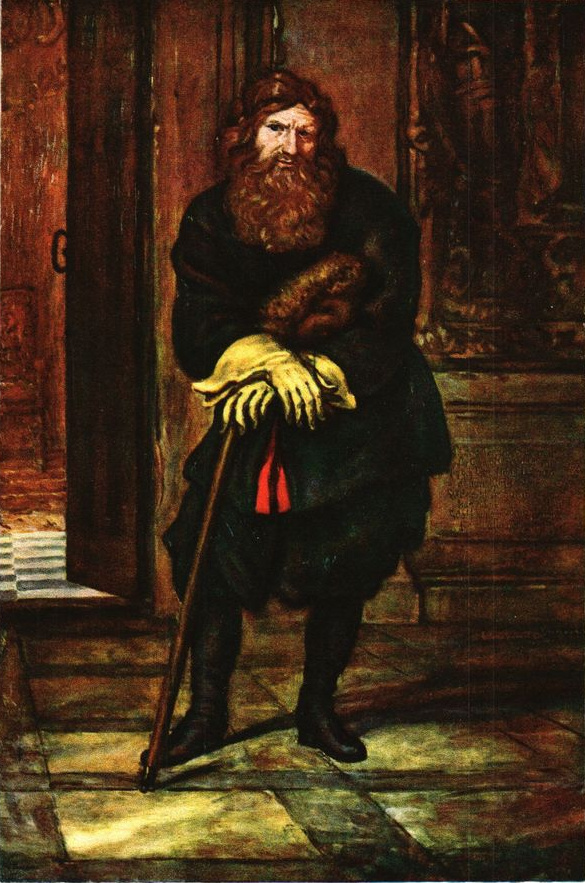
Bondeståndets talman Per Olsson, även stavat Peder Olofsson (1630-1692), år 1686, i Statens porträttsamling. Målning av David Klöcker Ehrenstrahl (1628-1698).

Hunden Courtisane är ett av porträtten som hänger på Gripsholms slott.

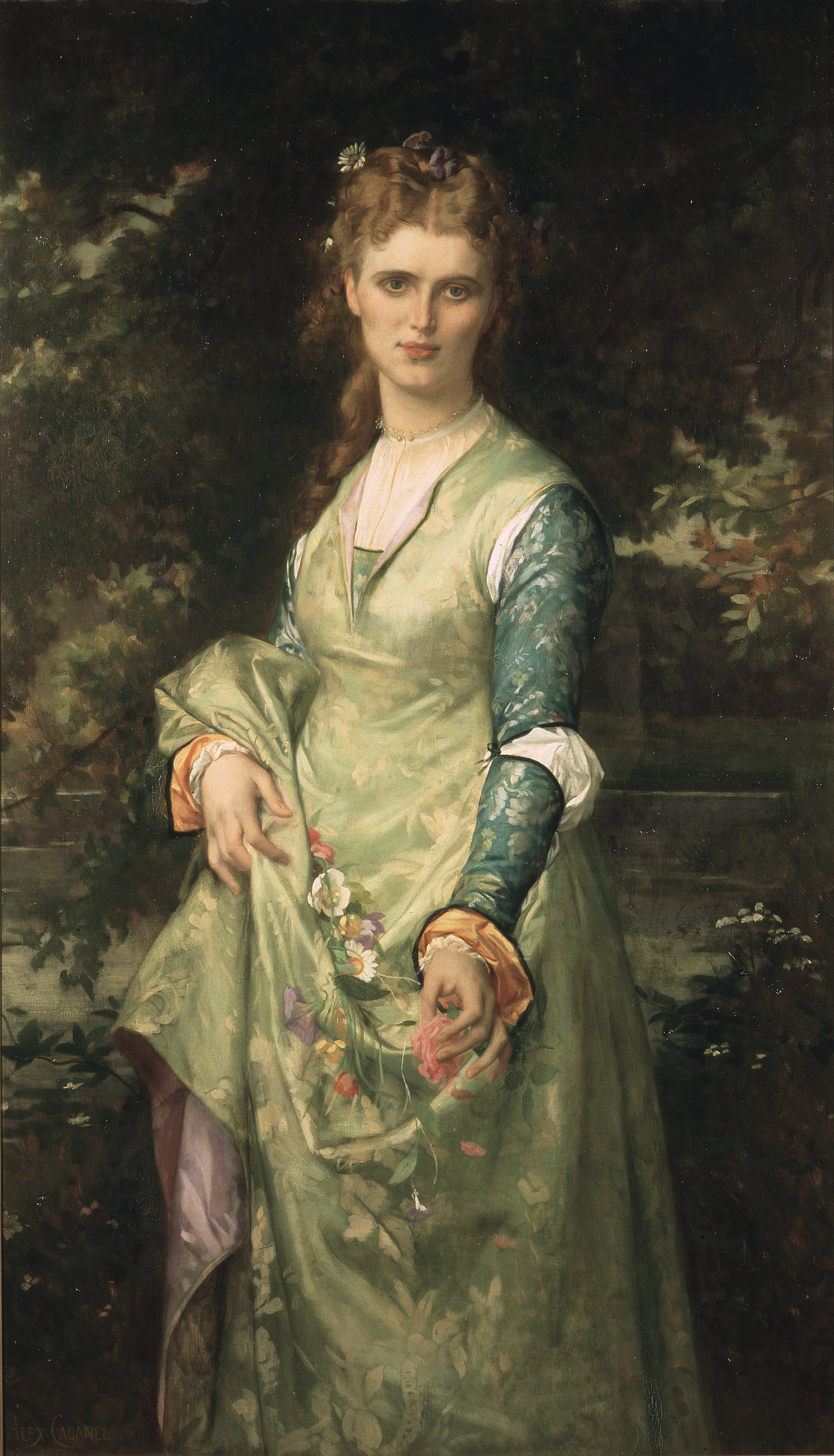
Christina Nilsson, 1843–1921, som Ofelia i operan Hamlet, målad av Alexandre Cabanel (1823-1889) hänger också i porträttsamlingen.

Skalden Erik Axel Karlfeldt (1864-1931) porträtterad av Carl Larsson (1853-1919) i Statens porträttsamling på Gripsholms slott.

Statens porträttsamling på Gripsholms slott i Mariefred är en samling porträtt av bemärkta svenskar. Porträttsamlingen har byggts upp under lång tid och ses som det äldsta nationella porträttgalleriet i världen. Grunden lades redan av kung Gustaf Vasa, som lät hänga tavlor i det nybyggda slottet. År 1548 fanns det 98 målningar i slottet, varav 23 porträtt. År 1755 hade samlingen vuxit till 275 porträtt, enligt en sammanställning som gjordes av slottsförvaltaren Carl Fredrik Ljungman.
Från Gustav III:s trontillträde år 1771 började samlingen utökas med icke kungliga personer.
Statens porträttsamling grundades officiellt 1822. Då gav kung Karl XIV Johan överkammarherren Adolf Ludvig Stierneld i uppdrag att utveckla "det svenska galleriet". Samlingen har med tiden växt till cirka 4 600 verk (år 2017). Sedan 1860-talet ansvarar Nationalmuseum för samlingen, som utökas successivt.

## Hedersporträttsamlingen
Sedan 1959 bekostar och skänker Gripsholmsföreningen årligen ett porträtt av en betydande svensk till samlingen. Några av de hedersporträtt som föreningen har skänkt föreställer Olof Palme, Dag Hammarskjöld, Birgit Nilsson, Astrid Lindgren, Ingmar Bergman och Benny Andersson.
| År   | Porträtterad                                                                   | Konstnär                  | Teknik                  |
| ---- | ------------------------------------------------------------------------------ | ------------------------- | ----------------------- |
| 1959 | Bo Hammarskjöld (1891–1974), landshövding                                      | Fritiof Schüldt           | Olja på duk             |
| 1960 | Jussi Björling (1911–1960), operasångare                                       | Carl Gunne                | Olja på duk             |
| 1960 | Clarence Crafoord (1899–1984), professor                                       | Fritiof Schüldt           | Olja på duk             |
| 1960 | Kerstin Hesselgren (1872–1962), yrkesinspektris                                | Bo Beskow                 | Olja på duk             |
| 1961 | Sigurd Curman (1879–1966), riksantikvarie                                      | Arne Cassel               | Olja på duk             |
| 1961 | Gustaf Söderlund (1890–1979), bankdirektör                                     | Axel Nilsson              | Olja på duk             |
| 1961 | August Lindberg (1885–1966), ordförande i LO                                   | Axel Nilsson              | Olja på duk             |
| 1961 | Martin Waldenström (1881–1962), industriman                                    | David Tägtström           | Olja på duk             |
| 1962 | Axel Enström (1893–1977), direktör                                             | David Tägtström           | Olja på duk             |
| 1962 | Herbert Olivecrona (1891–1980), professor                                      | Lasse Johnson             | Olja på duk             |
| 1962 | Tage Erlander (1901–1985), statsminister                                       | Hilding Linnqvist         | Olja på duk             |
| 1962 | Albin Johansson (1986–1968), direktör i Kooperativa Förbundet                  | Helmer MasOlle            | Olja på duk             |
| 1962 | Alf Ahlberg (1892–1979), författare, rektor                                    | Arne Cassel               | Olja på duk             |
| 1963 | Assar Gabrielsson (1891–1962), direktor för Volvo                              | William Fleetwood         | Olja på duk             |
| 1963 | Birgit Nilsson (1918–2005), operasångerska                                     | Lasse Johnson             | Olja på duk             |
| 1964 | Bertil Ohlin (1899–1979), partiledare för Folkpartiet                          | Fritiof Schüldt           | Olja på duk             |
| 1964 | Östen Undén (1886–1974), utrikesminister                                       | Arne Cassel               | Olja på duk             |
| 1964 | Hilding Rosenberg (1892–1985), tonsättare                                      | Reinhold Ljunggren        | Olja på duk             |
| 1964 | Richard Sandler (1884–1964), statsminister                                     | Bo Beskow                 | Olja på duk             |
| 1964 | Evert Taube (1890–1976), författare, kompositör                                | Reinhold Ljunggren        | Olja på duk             |
| 1964 | Henning Throne-Holst (1895–1980), direktör för Marabou                         | Alf Rolfsen               | Olja på duk             |
| 1965 | Jacob Wallenberg (1892–1980) och Marcus Wallenberg (1899–1982), bankdirektörer | David Tägtström           | Olja på duk             |
| 1965 | Helge Jung (1886–1978), överbefälhavare                                        | David Tägtström           | Olja på duk             |
| 1965 | Arne Tiselius (1902–1971), professor, biokemist                                | William Fleetwood         | Olja på duk             |
| 1966 | Axel Gjöres (1899–1979), generaldirektör                                       | Lasse Johnson             | Olja på duk             |
| 1966 | Robin Fåhraeus (1888–1968), professor                                          | Hugo Zuhr                 | Olja på duk             |
| 1966 | Erik Jorpes (1894–1973), professor i medicinsk kemi                            | Reinhold Ljunggren        | Olja på duk             |
| 1966 | Gunnar Hedlund (1900–1989), partiledare för Centerpartiet                      | Bertram Schmiterlöw       | Olja på duk             |
| 1967 | Sven Schwartz (1891–1976), direktör                                            | David Tägtström           | Olja på duk             |
| 1967 | Ernst Wehtje (1891–1972), direktör                                             | David Tägtström           | Olja på duk             |
| 1968 | Alva Myrdal (1902–1986), ambassadör, och Gunnar Myrdal (1898–1987), statsråd   | Sven Ljungberg            | Olja på duk             |
| 1968 | Bertil Kugelberg (1900–1991), direktör för SAF                                 | Fritiof Schüldt           | Olja på duk             |
| 1968 | Ingvar Andersson (1899–1974), riksarkivarie                                    | Reinhold Ljunggren        | Olja på duk             |
| 1969 | Arne Geijer (1910–1979), LO:s ordförande                                       | Bo Beskow                 | Olja på duk             |
| 1969 | Axel Strand (1893–1983), 1:e vice talman                                       | William Fleetwood         | Olja på duk             |
| 1969 | Harry Älmeby (1899–1970), överdirektör                                         | Lasse Johnson             | Olja på duk             |
| 1969 | John Ericsson (1907–1977), statsråd                                            | Sven Ljungberg            | Olja på duk             |
| 1969 | Sven Jerring (1895–1979), radioman                                             | Reinhold Ljunggren        | Olja på duk             |
| 1971 | Gunnar Sträng (1906–1992), finansminister                                      | Lasse Johnson             | Olja på duk             |
| 1971 | Per Edvin Sköld (1891–1972), försvarsminister                                  | Lasse Johnson             | Olja på duk             |
| 1971 | Jarl Hjalmarson (1904–1993), partiledare för Högerpartiet                      | Arne Jones                | Skulptur i keramik      |
| 1973 | Alice Babs Nilsson (1924–2014), hovsångerska                                   | Stellan Mörner            | Olja på duk             |
| 1973 | Ossian Sehlstedt (1904–1983), landshövding                                     | Ryno Frieberg             | Olja på duk             |
| 1973 | Ragnar Edenman (1914–1998), ecklesiastikminister                               | Harald Lindberg           | Olja på duk             |
| 1974 | Uno Lamm (1904–1989), direktör för ASEA                                        | Sven Ljungberg            | Olja på duk             |
| 1974 | Edvin Adolphson (1893–1979), skådespelare                                      | Kjell Löwenadler          | Olja på duk             |
| 1975 | Inga Tidblad (1901–1975), skådespelerska                                       | Johannes Snellman (kopia) | Teckning i blyerts      |
| 1975 | Sigurd Lewerentz (1885–1975), arkitekt                                         | Karl-Erik Olsson          | Fotografi, pigmentkopia |
| 1975 | Nils Danielsen (1889–1978), bruksdisponent                                     | Lasse Johnson             | Olja på duk             |
| 1976 | Manne Siegbahn (1886–1978), professor, fysiker                                 | William Fleetwood         | Olja på duk             |
| 1977 | Eyvind Johnson (1900–1976), författare                                         | Gustaf Nordahl            | Skulptur i brons        |
| 1978 | Sixten Wohlfart (1899–1979), chef för Domnarvets järnverk                      | William Fleetwood         | Olja på duk             |
| 1978 | Henry Allard (1911–1996), talman                                               | William Fleetwood         | Olja på duk             |
| 1978 | Stig H:son Ericson (1897–1985), amiral                                         | Lasse Söderberg           | Olja på pannå           |
| 1979 | Stellan Arvidsson (1902–1997), fil.dr.                                         | Peter Dahl                | Olja på duk             |
| 1979 | Erik Sahlström (1912–1986), riksspelman                                        | Lars Huck Hultgren        | Olja på duk             |
| 1979 | Olle Engkvist (1889–1969), byggmästare                                         | Sam Uhrdin                | Olja på duk             |
| 1980 | Gunnar Engellau (1907–1988), direktör för Volvo                                | Gudmar Olovson            | Skulptur i brons        |
| 1980 | Birgit Cullberg (1908–1999), koreograf                                         | Willy Gordon              | Skulptur i brons        |
| 1982 | Sixten Ehrling (1918–2005), dirigent                                           | Torsten Bergmark          | Olja på duk             |
| 1982 | Nils Karlsson (Mora-Nisse) (1917–2012), skidlöpare                             | Mats Ergon                | Olja på duk             |
| 1982 | Inga Thorson (1915–1994), statssekreterare                                     | Birgit Broms              | Olja på duk             |
| 1983 | Per Anders Fogelström (1917–1998), författare                                  | Stig Claesson             | Olja på duk             |
| 1984 | Erik Hjalmar Linder (1906–1994), prof. litteraturvetare                        | Ulf Gripenholm            | Olja på duk             |
| 1986 | Gösta Bohman (1911–1997), partiledare för Moderata samlingspartiet             | Lars Grandin              | Olja på duk             |
| 1986 | Astrid Lindgren (1907–2002), författare                                        | Tommy Östmar              | Olja på duk             |
| 1989 | Ingmar Bergman (1918–2007), regissör                                           | Birgit Broms              | Olja på duk             |
| 1991 | Rolf Edberg (1912–1997), landshövding                                          | Stig Olson                | Akvarell på papp        |
| 1991 | Jarl Kulle (1927–1997), skådespelare                                           | Reinhold Ljunggren        | Olja på duk             |
| 1991 | Gunnar Helén (1918–2002), partiledare för Folkpartiet                          | Reinhold Ljunggren        | Olja på duk             |
| 1992 | Eric Ericson (1918–2013), prof. körledare                                      | Ingrid Rosell-Lindahl     | Olja på duk             |
| 1993 | Hans Werthén (1919–2000), direktör för Electrolux                              | Sven Ljungberg            | Olja på duk             |
| 1993 | Torbjörn Fälldin (1926–2016), partiledare för Centerpartiet, statsminister     | Anders Åberg              | Skulptur i trä          |
| 1994 | Alf Henrikson (1905–1995), författare                                          | Eva Gehlin-Berg           | Olja på duk             |
| 1994 | Olof Lagercrantz (1911–2002), författare                                       | Birgit Broms              | Akryl                   |
| 1994 | Elisabeth Söderström (1927–2009), hovsångerska                                 | Zoia                      | Olja                    |
| 1995 | Ingmar Ström (1912–2003), biskop                                               | Stig Claesson             | Olja på duk             |
| 1995 | Gunnar Nordahl (1921–1995), fotbollsspelare                                    | Pontus Ljungberg          | Olja på duk             |
| 1995 | Ralph Erskine (1914–2005), arkitekt                                            | Marylyn Hamilton Gierow   | Brons                   |
| 1996 | Lars Gyllensten (1921–2006), författare                                        | Bo Larsson                | Olja på duk             |
| 1996 | Anders Frostensson (1906–2006), författare, kyrkoherde                         | Karin Frostensson         | Olja på duk             |
| 1997 | Erik Lönnroth (1910–2002), professor, historiker                               | Ernst Billgren            | Olja på pannå           |
| 1997 | Birgitta Blom (1929–2012), hovrättspresident                                   | Bo Larsson                | Olja på polytoile       |
| 1998 | Carl Nyrén (1917–2011), arkitekt                                               | Åke Pallarp               | Bemålat skåp av trä     |
| 1998 | Ingvar Lidholm (1921–2017), tonsättare, professor                              | Lenny Clarhäll            | Trä, blandteknik        |
| 1998 | Povel Ramel (1922–2007), författare, musiker, estradör                         | Einar Kihlman             | Olja på duk             |
| 1999 | Hannes Alfvén (1908–1995), professor, fysiker                                  | Einar Kihlman             | Olja på duk             |
| 1999 | Sverker Åström (1915–2012), ambassadör                                         | Sam Westerholm            | Brons                   |
| 2000 | Hans Alfredson (1931–2017), författare                                         | Stig Claesson             | Olja på duk             |
| 2001 | Kerstin Ekman (född 1933), författare                                          | Bo Larsson                | Olja på polytoile       |
| 2002 | Christina Magnusson (född 1943), Röda Korsets vice-ordförande                  | Hans Hammarskiöld         | Fotografi               |
| 2003 | Anneli Alhanko (född 1953), premiärdansös                                      | Olle Hamngren             | Olja på duk             |
| 2004 | Lennart Nilsson (1922–2017), fotograf                                          | Irving Penn               | Fotografi               |
| 2005 | Benny Andersson (född 1946), kompositör                                        | Birgit Broms              | Olja på duk             |
| 2006 | Tomas Tranströmer (1931–2015), författare                                      | Hans Gedda                | Fotografi               |
| 2007 | Antonia Ax:son Johnson (född 1943), företagsledare                             | Elisabeth Ohlson-Wallin   | Fotografi               |
| 2008 | Inga-Britt Ahlenius (född 1939), generaldirektör                               | Denise Grünstein          | Fotografi               |
| 2009 | Martin Lönnebo (1930–2023), biskop                                             | Julia Peirone             | Fotografi               |
| 2010 | Ingvar Kamprad (1926–2018), entreprenör                                        | Thomas Wågström           | Fotografi               |
| 2011 | Suzanne Osten (född 1944), regissör                                            | Annika von Hausswolff     | Fotografi               |
| 2012 | Theodor Kallifatides (född 1938), författare                                   | Sanna Sjöswärd            | Fotografi               |
| 2013 | Hans Blix (född 1928), utrikesminister                                         | Peter Linde               | Brons                   |
| 2014 | Mats Ek (född 1945), koreograf, regissör                                       | Lesley Leslie-Spinks      | Fotografi               |
| 2015 | Hédi Fried (1924–2022), författare och förintelseöverlevare                    | Sanna Sjöswärd            | Fotografi               |
| 2016 | Barbro Osher (född 1940), mecenat                                              | Thron Ullberg             | Fotografi               |
| 2017 | Göran Persson (född 1949), statsminister                                       | Olle Hamngren             | Olja på duk             |
| 2018 | Bodil Jönsson (född 1942), fysiker och författare                              | Johan Patricny            | Olja på duk             |
| 2019 | Ingegerd Råman (född 1943), glasformgivare                                     | Bruno Ehrs                | Fotografi               |
| 2020 | Leif Mannerström (född 1940), krögare och tv-personlighet                      | Bruno Ehrs                | Fotografi               |
| 2021 | Carl Bildt (född 1949), politiker och diplomat                                 | Bo Larsson                | Olja på duk             |
| 2022 | Britta Marakatt-Labba (född 1951), textilkonstnär, målare och grafiker         | Marja Helander            | Fotografi               |
| 2023 | Svante Pääbo (född 1955), genetiker och nobelpristagare                        | Sixten Sandra Österberg   | Olja på duk             |

## Galleri
Nedan finns några av porträtten ur Statens porträttsamling.

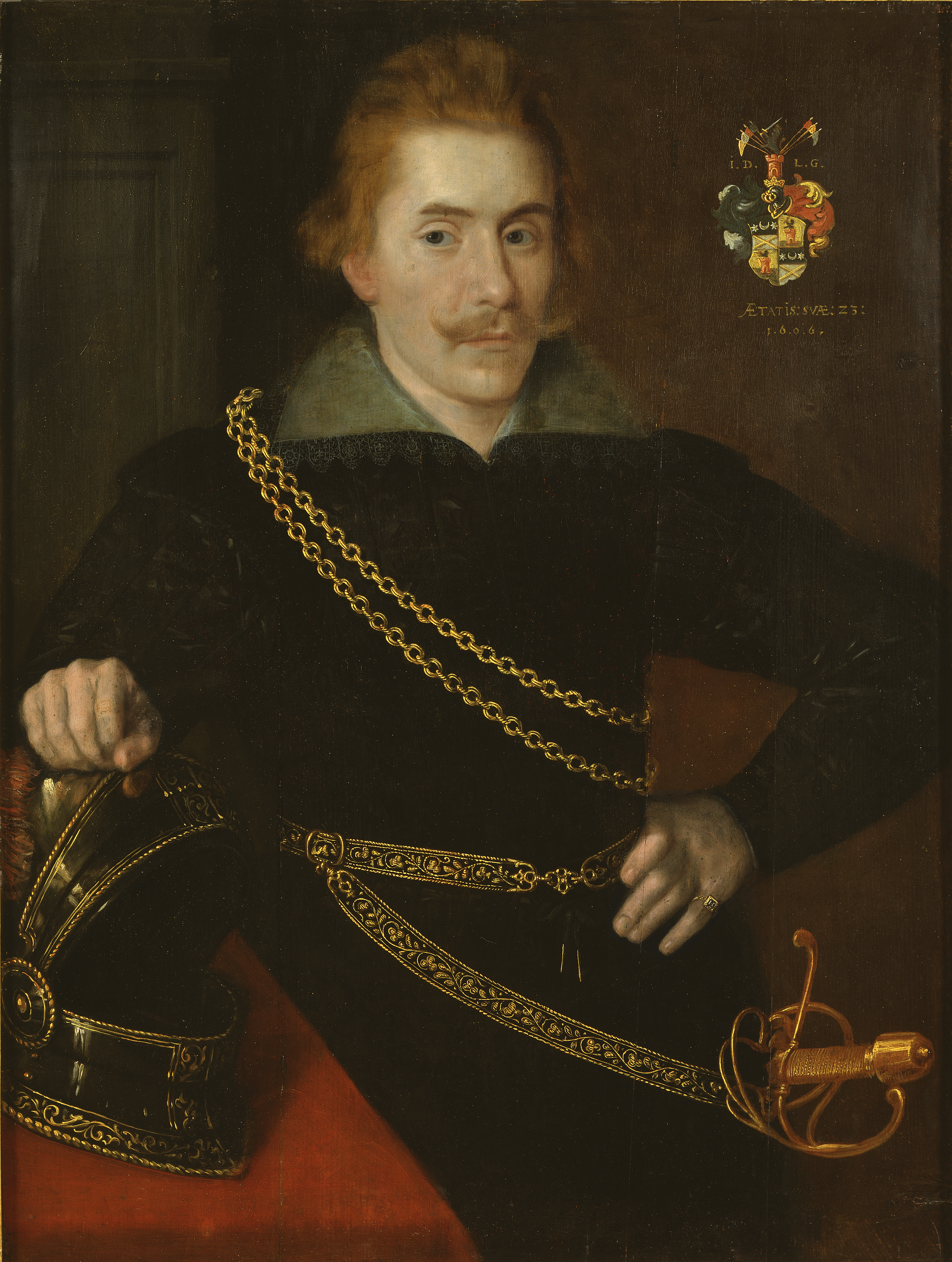
Jacob De la Gardie.
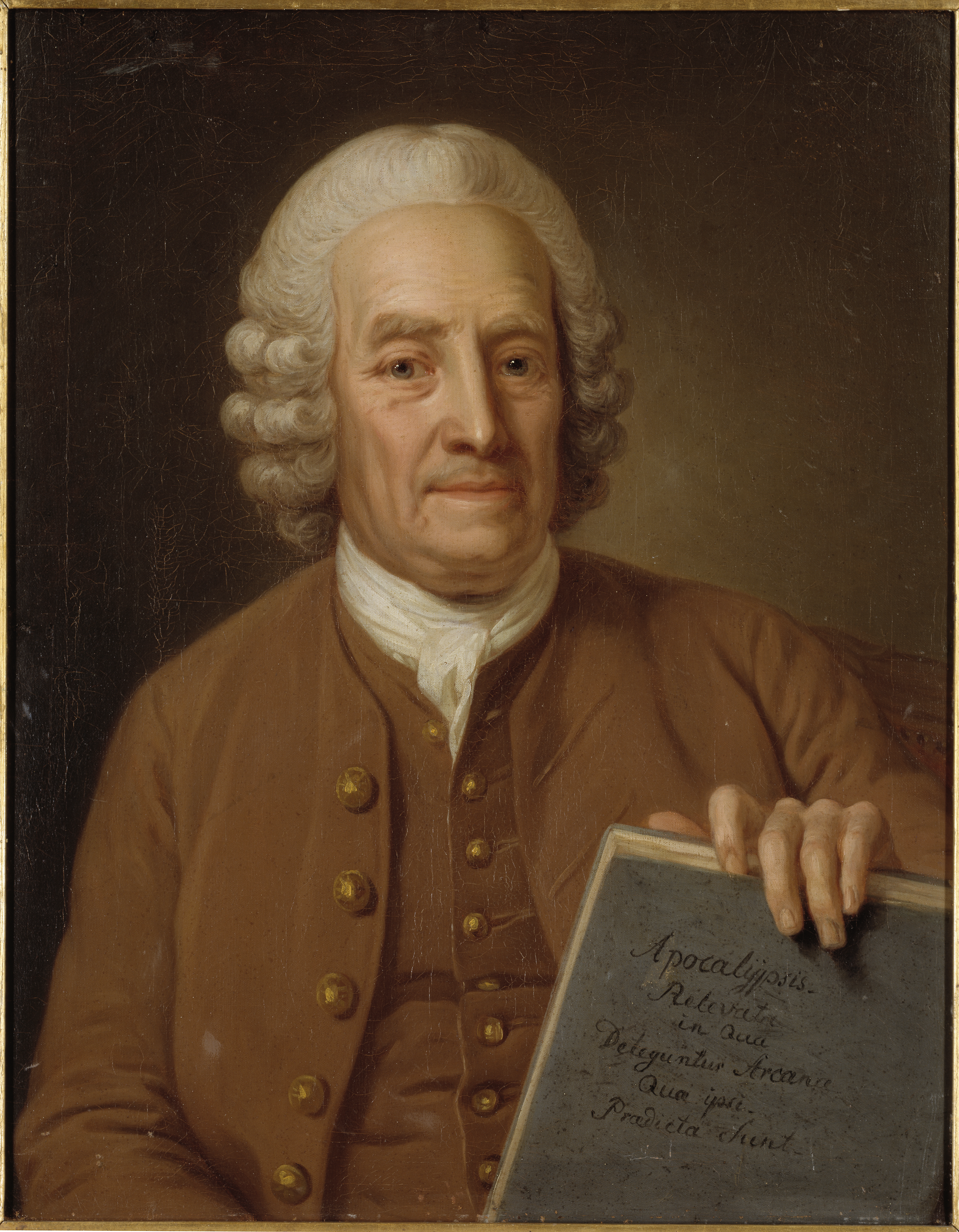
Emanuel Swedenborg.
Adolf Ludvig Stierneld.
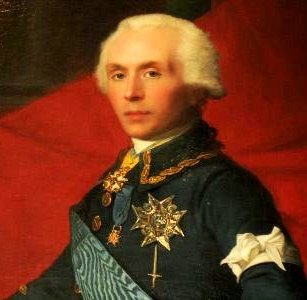
Curt von Stedingk.